# Corminboeuf
Corminboeuf är en ort och kommun i distriktet Sarine i kantonen Fribourg, Schweiz. Kommunen hade 2 928 invånare (2023). Den 1 januari 2017 inkorporerades kommunen Chésopelloz in i Corminboeuf.